# 作戦術
作戦術（さくせんじゅつ、英語: operational art）は、戦争・戦役を指導する戦略を、戦闘を指導する戦術レベルまで橋渡しするため、軍事作戦を指導する技術（Art）を指す概念である。

## 黎明期 (18世紀末－19世紀)
作戦術の概念は、18世紀後半のフランス革命期における戦争の形態の変化と、19世紀初頭の技術開発の結果として萌芽したとされる。まずフランス革命期に国民軍が登場したことで戦争の規模が拡大して、指揮官個人の裁量によって部隊を率いることが事実上不可能となったため、組織的意思決定や幕僚組織、指揮命令系統など新たな指揮の形態が必要となった。またこの後の産業革命によって戦争のための資機材の大量生産が可能となったほか、鉄道や自動車といった新たな輸送形態や電信も導入された。
これらの変化によって、戦略レベルと戦術レベルとの隔たりが広がったことで、両者の間をつなぐ作戦レベルの必要性が急速に生じてきた。これらを背景として、19世紀を通じて作戦術の概念が形成されていったが、あくまで戦争の形態の変化への対応と新技術の活用という性格が強く、いかにして軍事作戦は実施されるべきであり、また軍事ドクトリンは形成されるべきかといった議論は、歴史的にみて比較的少なかった。

## ソ連での創案と第二次大戦での実践
近代的な作戦術の発明者とされるのが、ソビエト連邦のアレクサンドル・スヴェチンである。スヴェチンは全ロシア参謀総長の職を退いたのちフルンゼ軍事大学の教授に任じられており、1927年に上梓した『戦略』（Стратегия）において、「戦略」と「戦術」の重複した領域に初めて「作戦術」（оперативное искусство）という用語を使用して、新しい枠組みを提言した。これは、第一次世界大戦やポーランド・ソビエト戦争での戦訓を通じて戦域の広域化・大縦深化が認識され、これを突破するためには、野戦軍のような大単位部隊を複数個投入して数次に渡る作戦を連続的に展開していくことが必要であると考えられたものであった。
スヴェチンは、そのような連続作戦能力を維持するためには機械化部隊、特に戦車部隊による縦深突破力・攻撃衝撃力の持続が必至であるとした。1929年、参謀総長代理であったヴラジーミル・トリアンダフィーロフは、この理論を踏まえて戦車と飛行機の集団的用法を案出し、方面軍レベルの作戦において、敵の全縦深を空中と地上から同時に制圧することを企図した。
この理論は、その後、ミハイル・トゥハチェフスキーやゲオルギー・ジューコフによって更に発展・具体化し、縦深戦略理論へと結実していった。第二次世界大戦では、奇襲効果と指揮の優越によって決勝点における戦術的優位を得ようとするドイツ軍に対して、赤軍は敵戦力を縦深に吸収して消尽させたうえで防勢から攻勢に転移することを基本としたが、このように攻防の作戦を連結させ、作戦期間を通じた戦略的縦深性を保持させていたのが作戦術であった。

## 冷戦期の発展とアメリカ軍での導入
冷戦期のソ連地上軍でも、依然として戦車部隊が主打撃戦力の骨幹を担っていた。縦深戦略理論はその戦術の基本とされており、核兵器などと連携する非通常戦においても、その攻撃性を減ずることはなかった。1970年代後半より総合的・実戦的な諸兵科連合演習が繰り返されたのち、1980年代には作戦機動グループ（OMG）の編成も実現し、作戦術による連続作戦能力に支えられた強大な機甲突破力と立体包囲による縦深攻撃のドクトリンが構築されていた。
またこれと対峙していたアメリカ陸軍でも、ベトナム戦争において戦術的成功を戦略的勝利に繋げられなかったことへの反省や、機動戦への回帰を踏まえて、作戦術の概念が注目されるようになった。訓練教義コマンド司令官 スターリー大将は、1982年に基準教範 (FM100-5) を改訂してエアランド・バトル（ALB）のドクトリンを盛り込むのとあわせて、ソ連と同様の作戦術の概念を導入した。その後、1986年の再改訂でALBドクトリンを拡充・明確化した際に、軍集団や軍は「軍事戦略」、軍団・師団以下は「戦術」として、これらを節調・融合するために軍・軍団のレベルで実施するものを「作戦術」として階層化した。
1980年代末から1990年代初頭にかけて、冷戦の終結とソビエト連邦の崩壊に伴って戦略環境は激変し、アメリカ陸軍は、マルチハザード化およびグローバル化に伴う任務の多様化への対応を迫られた。これに応じて、早速1993年には基準教範の再改訂がおこなわれており、ALBをも包含するコンセプトとして全次元作戦（FDO）が提示されたが、これとあわせて同版では作戦指導書としての色合いが強まった。その後、1990年代の戦争・紛争の戦訓を踏まえて2001年・2008年と改訂が重ねられ、FDOは全スペクトラム作戦（FSO）へと発展したが、この際、作戦術については特定の階悌、構造と連携しないことが述べられた。そして2011年版では統合陸上作戦（ULO）という新しいコンセプトが提示されるとともに、戦術書としての記載を他の文書に移したこともあって作戦書としてのエッセンスが凝縮されたものとなり、作戦術が改めて強調された。